# Bromus frondosus
Bromus frondosus là một loài thực vật có hoa trong họ Hòa thảo. Loài này được (Shear) Wooton & Stand. mô tả khoa học đầu tiên năm 1912.